# Feeding the Wheel
Feeding the Wheel is een album van keyboardspeler Jordan Rudess. Hij heeft veel andere muzikanten ingeschakeld bij de opnames van dit album zoals Terry Bozzio (van Frank Zappa en Missing Persons), Steve Morse (Dixie Dregs en Deep Purple), en medebandlid van Dream Theater gitarist John Petrucci, die eerder ook al samenwerkte met Rudess onder de noemer Liquid Tension Experiment.

## Track listing
Alle nummers gecomponeerd door Jordan Rudess
1. The Voice (intro) – 0:19
2. Quantum Soup – 11:03
3. Shifting Sands – 6:02
4. Dreaming in Titanium – 4:10
5. Ucan Icon – 5:46
6. Center of the Sphere – 1:38
7. Crack the Meter – 6:13
8. Headspace – 4:00
9. Revolving Door – 8:39
10. Interstices – 4:05
11. Feed the Wheel – 7:14

## Musici
- Jordan Rudess - Keyboards, gitaar op nummer 3
- Terry Bozzio - Drums alle nummers, percussie op nummers 2, 3, 4, 5, 6, 7, 9, 11
- Steve Morse - Gitaarsolo's op nummers 2, 7
- John Petrucci - Gitaar op nummers 2, 5, 9, 11
- Eugene Friesen - Cello en stem op nummers 2, 4, 8, 9
- Billy Sheehan - Bas op nummer 7
- Mark Wood - Elektrische 7 string Viper op nummers 2, 5, 9, 11
- Barry Carl - Stem op nummer 1
- Peter Ernst - Nylon string gitaar op nummer 3
- Bert Baldwin - Keyboard op nummer 5, stemeffecten